# Estádio Dínamo Lobanovsky
O Estádio Dínamo Lobanovsky é um estádio multiuso localizado em Kiev, na Ucrânia.
Inaugurado em 1934, tem capacidade para 16.888 espectadores (porém há projetos para ampliação dessa capacidade para 30 mil torcedores).
É utilizado pelo Dínamo de Kiev em jogos do Campeonato Ucraniano de Futebol, porém é substituido pelo Estádio Olímpico de Kiev nas competições européias.